# Staatskrone Georgs I.

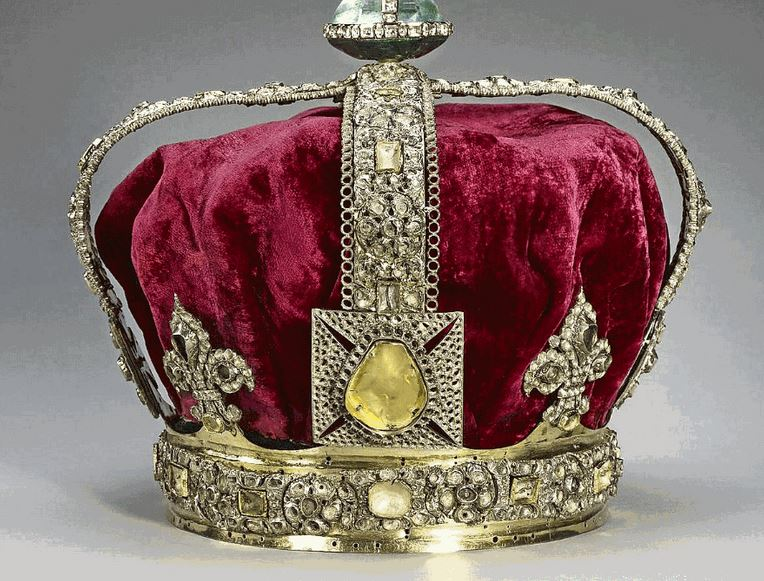
Die Krone im momentanen Zustand, hier bei einer Ausstellung in Hannover.

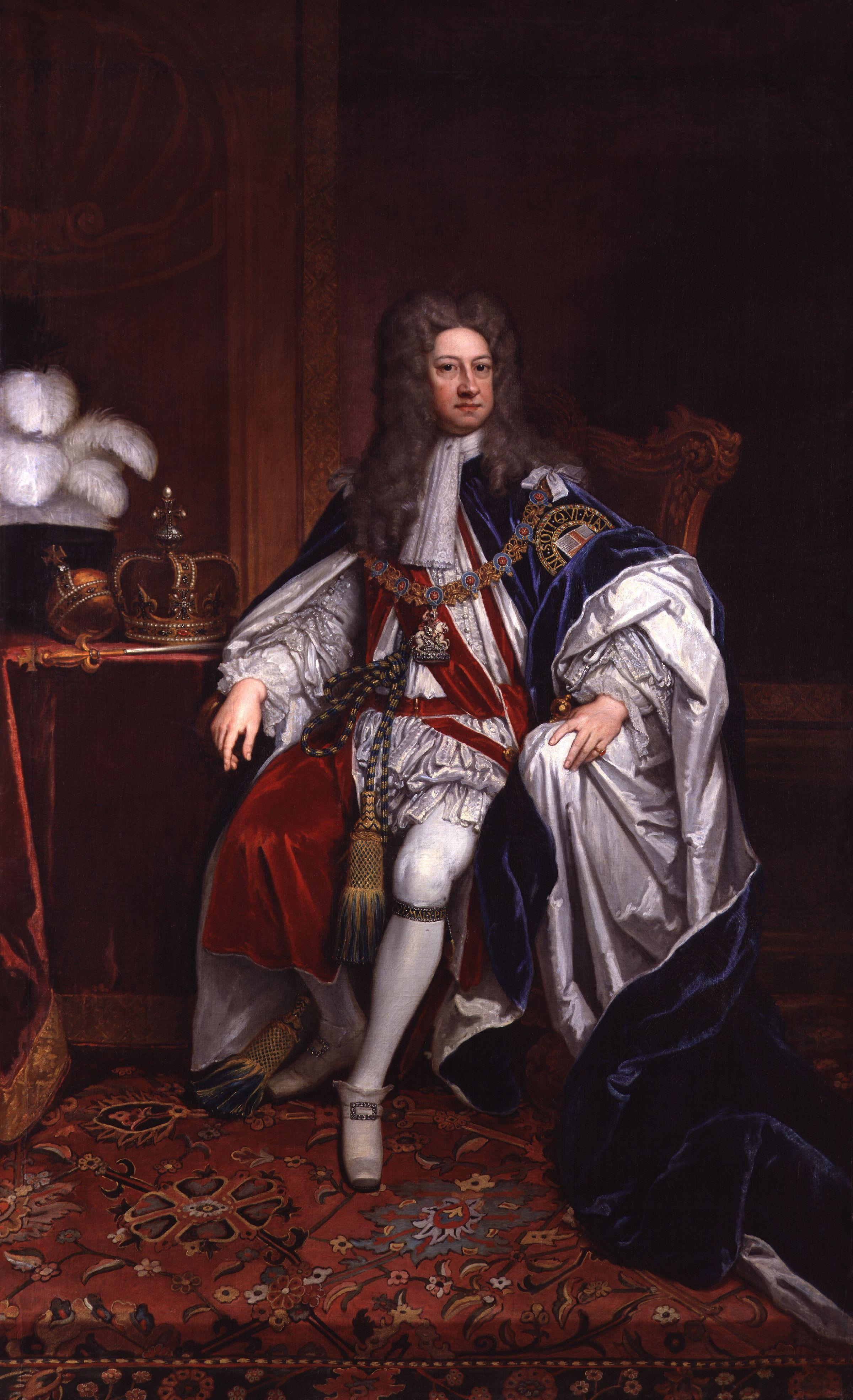
Georg I. (im Hintergrund die neue Krone)

Die Staatskrone Georgs I. (engl. State Crown of George I) wurde für König Georg I. angefertigt.
Als Georg I. 1714 König von Großbritannien und Irland wurde, entschied man, die vormalige für Karl II. um 1660 geschaffene Staatskrone, d. h. die Krone, die zur Eröffnung des Parlaments getragen wurde, durch eine neue zu ersetzen, da die alte sich in einem schlechten Zustand befand. Zahlreiche Elemente (Perlen usw.) der alten Krone wurden der neuen Krone eingesetzt. Wie beim Vorgänger wurde sie jedoch nicht mit wertvollen Edelsteinen, sondern mit Glassteinen besetzt.
Die Krone selbst bestand aus einem goldenen, mit Lilien und Tatzenkreuzen verzierten Kronreif mit vier Halbbügeln und einem daraufgesetzten aquamarinen Reichsapfel und dem Kreuz, das schon 1685 der Staatskrone von König Karl II. hinzugefügt worden war.
1727 wurden die Glassteine durch gemietete Diamanten im Werte von 109.200 Pfund ersetzt. Nach einer weiteren Veränderung wurde sie bei der Krönung Georgs II. verwendet. Die Bügel, die zum Mittelpunkt der Krone nach unten liefen, wurden so verändert, dass sie nun gerade verliefen.
Die Krone fand auch bei den Krönungen Georgs III., Georgs IV. und Wilhelms IV. Verwendung. Nachdem sich die Krone 1820 offenbar ebenso in sehr schlechtem Zustand befand, ist sie umgearbeitet worden. Der aquarmarinfarbene Globus des Reichsapfels wurde ersetzt, wobei ersichtlich wurde, dass er lediglich aus blau-grünem Glas bestand.
Wilhelm IV. war der letzte, der die Krone trug. Königin Victoria ersetzte die Krone durch die Imperial State Crown und nutzte viele der wertvollen Edelsteine für die neue Krone. Die Karkasse der Krone wurde zusammen mit den Karkassen der Krönungskronen Georgs IV. und Adelheids von Sachsen-Meiningen (Ehegattin Wilhelms IV.) an die Kronjuweliere verkauft.
Sie wurden 1995 als Geschenk an Königin Elisabeth II. zurückgegeben.